# Европско првенство у атлетици у дворани 1975 — скок мотком за мушкарце
Такмичење у скоку мотком у мушкој конкуренцији на 6. Европском првенству у атлетици у дворани 1975. одржано је 8. марта, у Спортско-забавној дворани „Рондо” у Катовицама, (Пољска).
Титулу освојену у Ротрдаму 1974. није бранио  Тадеуш Слусарски из Пољске.

## Земље учеснице
Учествовало је 16 атлетичара из 8 земаља.
1. Bugarska (1)
2. Чехословачка (1)
3. Финска (2)
4. Францускаа (3)
5. Пољска (1)
6. Совјетски Савез (3)
7. Шведска (1)
8. Уједињено Краљевство (1)
9. Западна Немачка (2)

## Рекорди
| Рекорди пре почетка Европског првенства у дворани 1975. | Рекорди пре почетка Европског првенства у дворани 1975. | Рекорди пре почетка Европског првенства у дворани 1975. | Рекорди пре почетка Европског првенства у дворани 1975. | Рекорди пре почетка Европског првенства у дворани 1975. | Рекорди пре почетка Европског првенства у дворани 1975. |
| ------------------------------------------------------- | ------------------------------------------------------- | ------------------------------------------------------- | ------------------------------------------------------- | ------------------------------------------------------- | ------------------------------------------------------- |
| Светски рекорд                                          |                                                         |                                                         |                                                         |                                                         |                                                         |
| Светски рекорд                                          | Ден Рипли                                               | САД                                                     | 5,51                                                    | Њујорк, САД                                             | 25. фебруар 1973.                                       |
| Европски рекорд                                         | Кјел Исаксон                                            | Шведска                                                 | 5,45                                                    | Њујорк, САД                                             | 25. фебруар 1972.                                       |
| Рекорди европских првенстава                            | Волфганг Нордвиг                                        | Источна Немачка                                         | =5,40                                                   | Гренобл, Француска                                      | 12. март 1972.                                          |
| Рекорди европских првенстава                            | Ханс Лагерквист                                         | Шведска                                                 | =5,40                                                   | Гренобл, Француска                                      | 12. март 1972.                                          |
| Рекорди европских првенстава                            | Ренато Дионизи                                          | Италија                                                 | =5,40                                                   | Ротердам, Холандија                                     | 10. март 1973.                                          |
| Рекорди после завршеног Европског првенства 1975.       |                                                         |                                                         |                                                         |                                                         |                                                         |
| Нових рекорда није било.                                |                                                         |                                                         |                                                         |                                                         |                                                         |

## Освајачи медаља
| Освајачи медаља |                 |                      |  |  |  |  |
|                 |                 |                      |  |  |  |  |
|                 |                 |                      |  |  |  |  |
|                 |                 |                      |  |  |  |  |
| Анти Калиомеки  | Војћех Бућарски | Владислав Козакјевич |  |  |  |  |
| Финска          | Пољска          | Пољска               |  |  |  |  |

## Резултати
Није било квалификација и сви учесници су учестовали у финалу.
| Пласман | Атлетичар            | Земља                | Резултат | Белешка |
| ------- | -------------------- | -------------------- | -------- | ------- |
|         | Анти Калиомеки       | Финска               | 5,35     |         |
|         | Војћех Бућарски      | Пољска               | 5,30     |         |
|         | Владислав Козакјевич | Пољска               | 5,30     |         |
| 4.      | Богдан Марковски     | Пољска               | 5,30     |         |
| 5.      | Јуриј Исаков         | Совјетски Савез      | 5.30     |         |
| 6.      | Јуриј Прохоренко     | Совјетски Савез      | 5,30     |         |
| 7.      | Франсоа Траканели    | { Француска          | 5,30     |         |
| 8.      | Кјел Исаксонon       | Шведска              | 5,25     |         |
| 9.      | Жан Мишел Белот      | Француска            | 5,20     |         |
| 10.     | Владимир Трофименко  | Совјетски Савез      | 5,20     |         |
| 11.     | Гинтер Лоре          | Западна Немачка      | 5,20     |         |
| 12 .    | Рајмо Ескола         | Финска               | 5,20     |         |
| 13.     | Рајнхард Курецки     | Западна Немачка      | 5,20     |         |
| 14.     | Брајан Хупер         | Уједињено Краљевство | 5,00     |         |
| 15.     | Серж Лефевр          | Француска            | 5,00     |         |
| 16.     | Антонин Хадингер     | Чехословачка         | 4,90     |         |

## Укупни биланс медаља у скоку мотком за мушкарце после 6. Европског првенства у дворани 1970—1975.
|    | Земља           | Злато | Сребро | Бронза | Укупно |
| -- | --------------- | ----- | ------ | ------ | ------ |
| 1. | Источна Немачка | 2     | 0      | 1      | 3      |
| 2. | Финска          | 1     | 1      | 1      | 3      |
| 2. | Пољска          | 1     | 1      | 1      | 3      |
| 4. | Француска       | 1     | 0      | 1      | 2      |
| 5  | Италија         | 1     | 0      | 0      | 1      |
| 6, | Шведска         | 0     | 3      | 0      | 3      |
| 7, | Западна Немачка | 0     | 1      | 0      | 1      |
| 8. | Совјетски Савез | 0     | 0      | 2      | 2      |
|    | Укупно {8}      | 6     | 6      | 6      | 18     |

|    | Атлетичар        | Земља           | Злато | Сребро | Бронза | Укупно |
| -- | ---------------- | --------------- | ----- | ------ | ------ | ------ |
| 1. | Волфганг Нордвиг | Источна Немачка | 2     | 0      | 1      | 3      |
| 2. | Анти Калиомеки   | Финска          | 1     | 1      | 1      | 3      |
| 3. | Ћел Исаксон      | Шведска         | 0     | 2      | 0      | 2      |